# Belciades niveola
Belciades niveola là một loài bướm đêm trong họ Noctuidae.